# Grethe Ingmann
Grethe Ingmann, z domu Clemmensen (ur. 17 czerwca 1938 w Kopenhadze, zm. 18 sierpnia 1990 tamże) – duńska piosenkarka jazzowa, muzyk, zwyciężczyni 8. Konkursu Piosenki Eurowizji w 1963.

## Konkurs Piosenki Eurowizji
W 1963 wraz z mężem Jørgenem Ingmannem wygrała duńskie preselekcje do Konkursu Piosenki Eurowizji Dansk Melodi Grand Prix, zostając reprezentantką Danii z piosenką „Dansevise”. Utwór został napisany przez Otto Franckera i Sejra Volmer-Sørensena.
23 marca para wystąpiła jako ósma w finale Konkursu Piosenki Eurowizji, otrzymując od jurorów największą liczbę 42 punktów i zdobywając pierwsze miejsce. Głosowaniu towarzyszyło wiele kontrowersji. Podobnie jak podczas konkursu w 1962, jurorzy głosowali na swoje ulubione utwory. Przyznawali punkty pięciu najlepszym ich zdaniem kompozycjom, z czego najlepsza zdobywała 5 punktów, kolejna cztery i tak aż do 1 punktu dla piątej piosenki. Cały proces głosowania przebiegał bez problemu aż do czasu prezentacji norweskich wyników przez sekretarza Roalda Øyena, który podał punkty w sposób niezgodny z procedurą (najpierw należało podać nazwę kraju, a dopiero potem liczbę punktów). Prowadząca festiwal Katie Boyle połączyła się z nim ponownie tuż po oddaniu głosów przez pozostałe państwa. Przed połączeniem szwajcarska reprezentantka Esther Ofahim miała na koncie 42 punkty, a duński duet – 40. Po prezentacji ostatnich punktów wieczoru suma punktów obu krajów zmieniła się na korzyść delegatów z Danii (42 dla Grethe i Jørgena oraz 40 dla Ofahim). Pomimo podejrzeń o zmanipulowanie wyników z Norwegii, Europejska Unia Nadawców uznała je za prawdziwe i ogłosiła zwycięstwo duńskich reprezentantów.

## Życie prywatne
W 1955 poznała Jørgena Ingmanna, którego poślubiła rok później. W 1975 para rozwiodła się.
Piosenkarka zmarła 18 sierpnia 1990 w Kopenhadze w wieku 52 lat.